# Narv
Narv eller narvspalt kaldes den side af læderet, på
hvilken overhuden har siddet. Den har ofte små
fordybninger efter de løsrevne hårsække, og
hvis de ved læderets behandling er blevet glattet ud,
fremstilles de undertiden bagefter ved kunst.
En spaltemaskine til spaltning af læder
består sædvanligvis af en
roterende bånd- eller cirkelkniv, mod hvilken
læderet føres, således at det flækkes i tyndere
stykker. Spaltemaskiner er sædvanlig forsynede med særlige
anordninger til kontinuerlig slibning af
kniven. De således fremstillede tyndere
læderstykker kaldes spalt, idet man skelner
mellem kødspalt, narvspalt og - når man
har anvendt to snit - midtspalt.